# New Super Mario Bros. 2
New Super Mario Bros. 2 (kurz NSMB2; japanischer Originaltitel: New スーパーマリオブラザーズ 2, Nyū Sūpā Mario Burazāzu Tsū) ist ein Jump-’n’-Run-Spiel in Seitenansicht, das vom japanischen Spielekonsolen-Hersteller Nintendo stammt. In Japan erschien es am 28. Juli 2012 für den Nintendo-3DS-Handheld; wenig später startete der Verkauf in Europa und in Nordamerika, wobei das Spiel als erstes in Nintendos Firmengeschichte auch als Download erhältlich ist. Ein weiteres Novum in Nintendos Spielerepertoire ist die Möglichkeit, Zusatzinhalte kostenpflichtig herunterladen und so das Spiel erweitern zu können. Für die Entwicklung des Titels zeichnete das interne Studio Nintendo Entertainment Analysis & Development unter der Leitung von Yusuke Amano verantwortlich.
Wie in den vorherigen Spielen der Super-Mario-Reihe schlüpft der Spieler in New Super Mario Bros. 2 in die Rolle des Klempners Mario, der die entführte Prinzessin Peach aus der Gewalt eines Bösewichts retten will und dabei allerlei Abenteuer zu bestehen hat. Das Spielprinzip orientiert sich stark an dem des Vorgängers New Super Mario Bros.
Das Spielprinzip, die Gestaltung der Spielabschnitte, die Steuerung und die technische Umsetzung stießen bei Rezensenten weltweit überwiegend auf ein positives Echo. Negativ kritisiert wurde dagegen der Mangel an neuen, sich von den Vorgängern stärker abhebenden Spielinhalten. Mit bis März 2014 knapp acht Millionen verkauften Exemplaren handelt es sich um eines der erfolgreichsten Spiele für den Nintendo 3DS. Bereits drei Monate nach der Veröffentlichung des Spiels kam der Nachfolger New Super Mario Bros. U (Wii U, 2012) auf den Markt.

## Einordnung in derSuper-Mario-Reihe

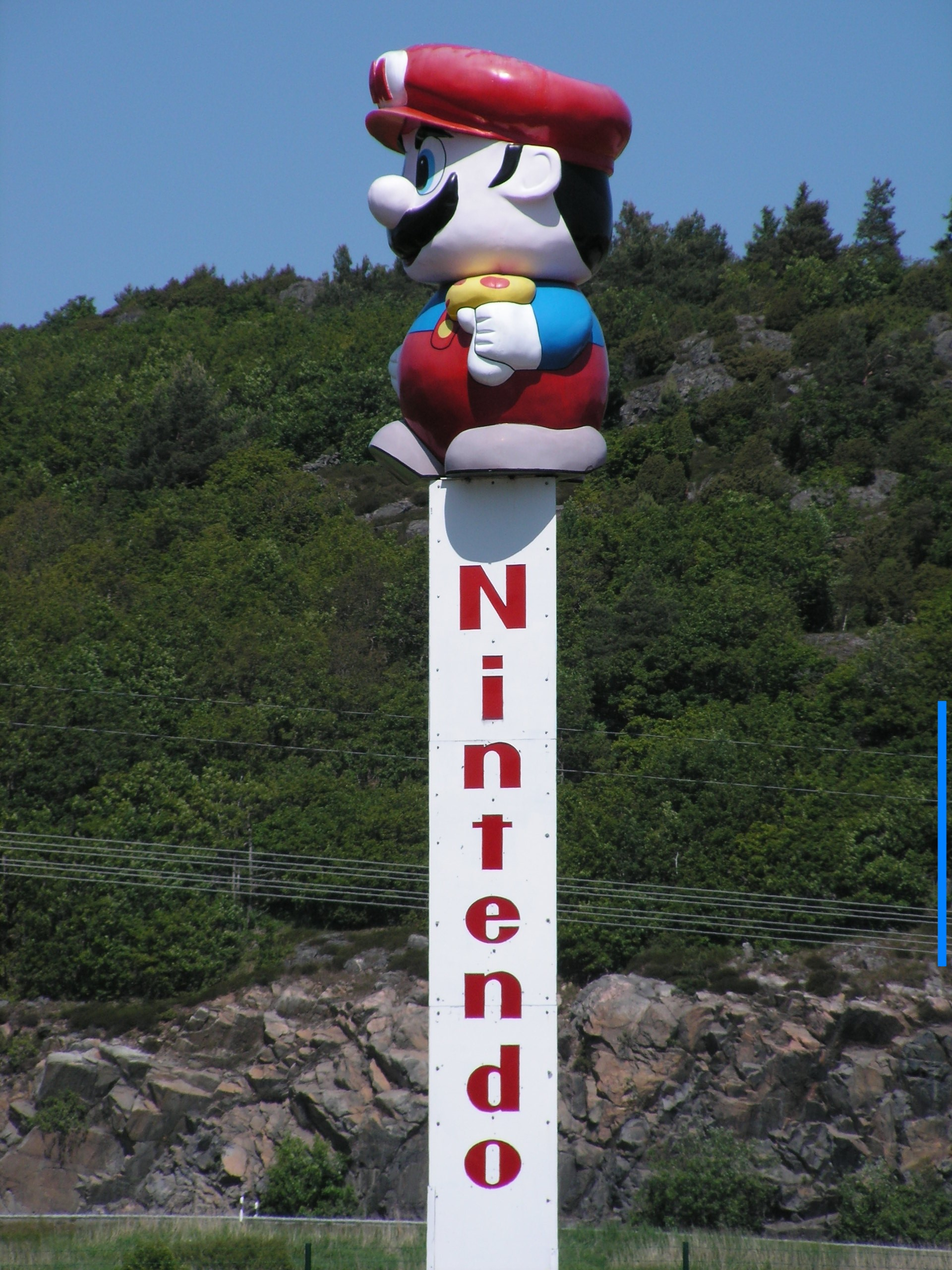
Mario-Statue in Kungsbacka

Die ersten Spiele der durch Super Mario Bros. (NES, 1985) begründeten Super-Mario-Reihe waren seitlich scrollende 2D-Jump-’n’-Runs, die nach der Veröffentlichung von Super Mario 64 (N64, 1996) durch dreidimensionale, Polygon-basierte Spiele verdrängt wurden. Neue Ableger der Super-Mario-Reihe waren fortan ausschließlich 3D-Jump-’n’-Runs.
Erst zehn Jahre später kehrte Nintendo mit New Super Mario Bros. (DS, 2006) zum Ursprung der Reihe zurück. Aufgrund des kommerziellen Erfolges etablierten sich in den folgenden Jahren die 2D-Super-Mario-Spiele als Nebenreihe parallel zu den 3D-Spielen. So kam der Nachfolger New Super Mario Bros. Wii (Wii, 2009) auf den Markt. Drei Jahre darauf brachte Nintendo New Super Mario Bros. 2 heraus, das sich als direkter Nachfolger des DS-Ablegers versteht. In Bezug auf die Chronologie der Super-Mario-Reihe ist das 3D-Spiel Super Mario 3D Land (3DS, 2011) als direkter Vorgänger zu betrachten. Etwa drei Monate nach der Markteinführung von NSMB2 veröffentlichte Nintendo den Nachfolger New Super Mario Bros. U (Wii U, 2012).

## Spielbeschreibung

### Hintergrundgeschichte
Kurz nachdem sich die Klempnerbrüder Mario und Luigi von Prinzessin Peach bei ihrem Schloss verabschiedet haben, werden sie von den als Koopalinge bekannten sieben Kindern des bösen Bowser überrascht. Als sich herausstellt, dass diese Peach entführt haben und sich mit ihr auf und davon machen, nehmen Mario und Luigi die Verfolgung der Koopalinge durch sechs Welten auf. In jeder Welt bezwingen sie je einen von ihnen.  Da jeweils der nächste Koopaling die Prinzessin weiter verschleppt, gelingt es ihnen zunächst nicht, Peach zu befreien. In der letzten Welt brechen die Brüder auf zu Bowsers Festung. Nach einem langen Kampf gegen Bowser gelingt es ihnen, den Koopa-König zu besiegen und die Prinzessin zu retten und heim zum Schloss zu bringen. Zusätzlich gibt es drei geheime Welten: Pilzwelt, Blumenwelt und Sternwelt. Die Sternwelt kann man erst betreten, wenn man Bowser besiegt hat und alle Sternenmünzen gesammelt hat.

### Spielprinzip

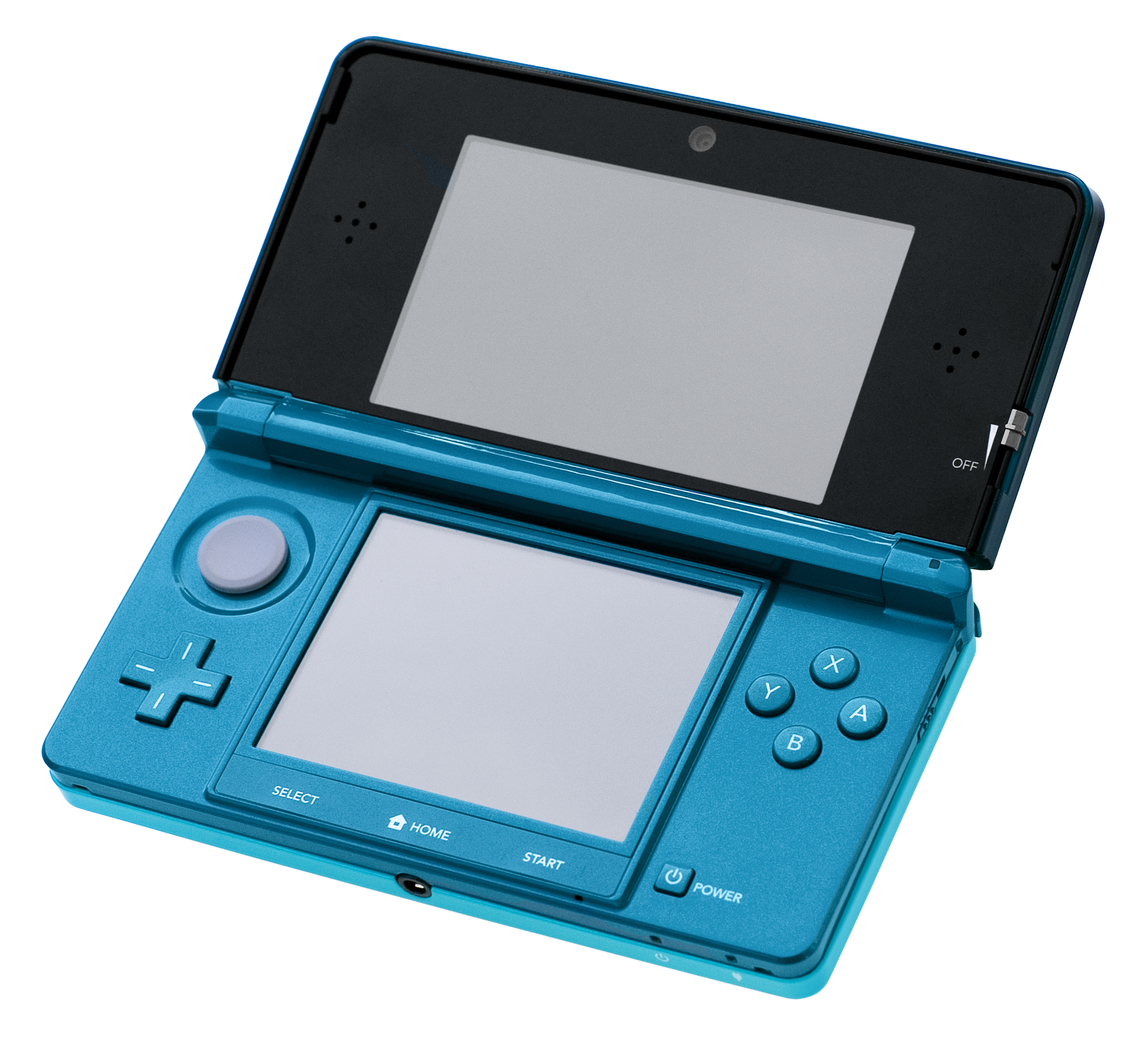
Ein Nintendo 3DS. Links unten das Steuerkreuz, darüber das Schiebepad. Unten rechts befinden sich die Aktionstasten.

Das grundlegende Spielprinzip von New Super Mario Bros. 2 ist identisch mit dem des Vorgängers: Die Spielfigur Mario wird aus der Third-Person-Perspektive von der Seite dargestellt und wahlweise mit dem Steuerkreuz oder dem Schiebepad des 3DS durch einen Level voller Gegner und Hindernisse manövriert. Mit den Aktionstasten kann der Spieler Mario springen, rennen oder andere Aktionen ausführen lassen. Ein wesentlicher Unterschied zum Vorgänger ist das Leveldesign, das dem Spieler diesmal erlaubt, besonders viele Münzen einzusammeln. Das Hauptziel des Spiels besteht zwar darin, die Level bis zum Endgegner freizuschalten, diesen zu besiegen und so die Handlung abzuschließen, doch das hauptsächlich in der Spielvermarktung betonte Sekundärziel sieht vor, insgesamt eine Million Münzen einzusammeln. Um diese Summe zu erreichen, führte der Hersteller neue nutzbringende Gegenstände („Power-ups“) ein wie zum Beispiel die Goldblume, die es der Spielfigur ermöglicht, Gegner in Münzen zu verwandeln, oder Goldpilze, die dem Wert von 50 Münzen entsprechen, oder Goldringe, die nach Durchspringen alle Gegner für kurze Zeit vergolden lassen und es dem Spieler ermöglichen, durch Treffer viele Münzen einzusammeln.
Dabei hinterlassen z. B. weggeworfene Koopas viele Münzen, oder nach einem Treffer an Rohrpiranhas kommen Münzen aus dem Rohr.
Die Level in New Super Mario Bros. 2 sind linear und verlaufen größtenteils horizontal von links nach rechts; manche Level hingegen sind vertikal ausgerichtet und verlaufen von unten nach oben. Level werden auf einer Weltkarte ausgewählt, deren Weg ebenfalls nur wenige Abweichmöglichkeiten aufweist. Erreicht die Spielfigur das Ende eines Levels, das entweder durch eine Zielfahne oder einen Bosskampf markiert wird, so schaltet der Spieler das auf der Weltkarte folgende Level frei. In jedem der insgesamt über 80 Level des Spiels sind drei große Sternmünzen versteckt, die man sammeln kann, um Alternativwege auf der Karte oder weitere Level freizuschalten.
New Super Mario Bros. 2 bietet ferner einen Zweispielermodus, in dem ein zweiter Spieler mit eigenem 3DS-System und Spielmodul im lokalen Koop-Modus in der Rolle von Marios Bruder Luigi mitspielen kann. Anders als im Vorgänger gibt es für diesen Modus keine separaten Level, stattdessen werden die gleichen wie aus dem Einzelspielermodus gespielt. Es steht den Spielern frei, ob sie einander helfen oder gegeneinander spielen. Der Bildschirmausschnitt orientiert sich in diesem Modus an den Spieler, der sich weiter vorne befindet.
Außerdem gibt es im Spiel den „Münzrausch“-Modus, in dem drei zufällig ausgewählte, bereits freigeschaltete Level mit nur einem Versuch auf Zeit bewältigt werden müssen. Das Ziel des „Münzrausch“-Modus besteht darin, so viele Münzen wie möglich einzusammeln und die Spielfigur möglichst keiner Gefahr aussetzen. Der persönliche Highscore kann per StreetPass mit anderen Spielbesitzern ausgetauscht werden.

### Grafik und Technik
Das Grafikdesign von New Super Mario Bros. 2 entspricht dem der Vorgänger und bietet einen bunten, Cartoon-artigen Stil. Charakteristisch ist der Gebrauch von Primärfarben. Eine Besonderheit der Grafik des Spiels ist, dass die Spielinhalte zweidimensional und von der Seite betrachtet darstellt werden. Aus technischer Sicht handelt es sich um dreidimensionale, aus Polygonen modellierte Elemente. Diese Darstellung von dreidimensionalen Objekten anhand einer starren Seitenansicht wird als 2½D-Perspektive bezeichnet. Die Kamera folgt der Spielfigur in einer festgelegten Distanz und scrollt weiter, wenn sich die Spielfigur bewegt, sodass sich diese stets möglichst zentral im Bild befindet. Die Hintergründe werden in verschiedenen Tiefenebenen dargestellt, die einen räumlichen Effekt kreieren, indem sie mit ansteigender Distanz zur Spielfigur langsamer scrollen (vgl. Bewegungsparallaxe).
Auf dem oberen der beiden Bildschirme des 3DS werden in New Super Mario Bros. 2 die Level inklusive aller Hintergründe, Objekte und Figuren sowie UI-Elemente wie Münzenanzahl und verbleibende Zeit eingeblendet, während der untere Bildschirm Informationen wie Anzahl der Punkte und der Münzen anzeigt. Der obere Bildschirm ermöglicht ferner einen optionalen autostereoskopischen Tiefeneffekt, mit welchem das Spiel kompatibel ist. Wird der 3D-Effekt eingeschaltet, so erscheinen die Figuren und Objekte im Vordergrund leicht räumlich, während die Hintergründe in die Tiefe zu wandern scheinen und weichgezeichnet werden. Der untere Bildschirm ist ein Touchscreen, dessen Funktionalität in New Super Mario Bros. 2 zur Menü- und Item-Wahl zum Einsatz kommt.

## Entwicklung
New Super Mario Bros. 2 wurde vom Software Development Department No. 4 des Studios Nintendo Entertainment Analysis & Development (EAD) entwickelt. Als Produzenten fungierten der Abteilungsleiter Hiroyuki Kimura sowie der EAD-Manager Takashi Tezuka. Die vorherigen NSMB-Spiele waren bereits von EAD 4 entwickelt worden. Als General-Produzent war Shigeru Miyamoto eingesetzt, der gemeinsam mit Tezuka die Mario-Reihe begründet hat und die EAD leitet. Yusuke Amano fungierte als Entwicklungsleiter für New Super Mario Bros. 2 und gab somit sein Debüt als Director eines Videospiels. Die Programmierung bewerkstelligte das externe, mit der EAD kooperierende Unternehmen Systems Research & Development (SRD).
An der Spielentwicklung waren auch Nintendo-Mitarbeiter außerhalb der EAD beteiligt, die zu diesem Zwecke zu Leveldesignern ausgebildet wurden. Die Gestaltung der Level begann, bevor das zugrunde liegende Spielkonzept feststand. Dieses Vorgehen ist das Gegenteil der üblichen Entwicklungsmethode von Videospielen.

### Projektbeginn
Da Tezuka das Leveldesign als Kernelement der Super-Mario-Reihe ansieht und Nintendo-Angestellte außerhalb des Entwicklerteams darin ausbilden wollte, bildete er eine intern als „Mario-Paukschule“ bezeichnete Initiative. Dieser wohnten als „Studenten“ Mitarbeiter anderer EAD-Gruppen und der Abteilung Nintendo Software Planning & Development (SPD) bei. Außer Tezuka war auch der langjährige Mario-Programmierer Toshihiko Nakagō daran beteiligt.
Ein Teilnehmer dieser „Mario-Paukschule“ war Yusuke Amano. Er arbeitete damals als Koordinator an Star Fox 64 3D (3DS, 2011) und konnte als einer der Spieldesigner von New Super Mario Bros. Wii bereits Erfahrung mit dem Entwickeln eines Super-Mario-Spiels aufweisen. Tezuka bot ihm den Directorposten für ein neues 2D-Super-Mario für das 3DS-Handheld an.
Die Leveldesigner, die Amanos Projekt zugewiesen wurden, waren in der Entwicklung der Reihe bislang nicht oder nur kaum involviert gewesen. Die erfahreneren Serienentwickler arbeiteten zu dieser Zeit innerhalb der gleichen Abteilung an New Super Mario Bros. U. Dies ermöglichte dem Studio, zwei neue NSMB-Spiele gleichzeitig, aber voneinander unabhängig zu produzieren. Neben Amano als Director und den anderen Teilnehmern der „Mario-Paukschule“ umfasste das Entwicklerteam von New Super Mario Bros. 2 zunächst jedoch nur Tezuka und Nakago, die in beratender Funktion beteiligt waren. Erst in der zweiten Hälfte des Jahres 2011 stieß dem Team mit Masaaki Ishikawa ein Grafikdesigner zu. Ishikawa konnte dank seiner Beteiligung an Mario Kart 7 (3DS, 2011) bereits Erfahrung mit der Entwicklung für das 3DS-Handheld aufweisen und bekleidete im neuen Projekt die Position des Grafikverantwortlichen. Später stießen dem Projekt weitere vorherige Designer von Mario Kart 7 bei. Außerdem kamen zwei Grafikdesigner aus der Tokyo-Niederlassung der EAD hinzu, die zuvor an Super Mario 3D Land für den 3DS involviert waren und die maßgeblich am 3D-Effekt des neuen Projektes beteiligt waren.

### Konzeption
Amanos Planungen sahen ein Videospiel vor, das den Spieler langfristig zum Spielen motivieren und ihm dabei Spaß bereiten sollte. Auf der Suche nach einem Spielelement, das dies ermöglichen sollte, entstand ein frühes Konzept des „Münzrausch“-Modus, in dem drei Level nacheinander fehlerfrei absolviert werden sollten. Diese frühe Idee sorgte jedoch in den Augen des Entwicklerteams noch nicht für die erwünschte Motivation.
Gegen Ende 2011 übernahm Amano ein Item aus Super Mario 3D Land, durch das Mario automatisch umso mehr Münzen erhält, je schneller er läuft. Diese Idee stieß auf positive Resonanz, sodass sich das Team weitere Ideen mit Münzen im Mittelpunkt ausdachte. So kristallisierte sich die Münzthematik des neuen Spiels heraus. Den Spieler eine Million Münzen sammeln zu lassen und ihn so langfristig zu motivieren, war ein Vorschlag Tezukas. Damit der Spieler dieses Ziel auch wirklich erreichen konnte, war eine Umgestaltung der Level vonnöten. Zu dieser Zeit war als Titel des Spiels New Super Mario Bros. Gold im Gespräch.
Da der Spieler selbst nach mehrmaligem Durchspielen aller Level noch weit von einer Million eingesammelter Münzen entfernt gewesen wäre, übertrug das Team die Münzensammel-Idee auf den vorher erdachten neuen Spielmodus und erweiterte so das frühe Konzept des „Münzrausch“-Modus um die Möglichkeit, außerordentlich viele Münzen einzusammeln. Damit würde der Spieler das Million-Münzen-Ziel tatsächlich erreichen können und würde Motivation für den „Münzrausch“-Modus aufbauen.
Der Zweispielermodus war ein weiterer Vorschlag von Tezuka. Da der zur Planung, Programmierung und Gestaltung eines solchen Modus erforderliche Mehraufwand eine Verzögerung des Fertigstellungstermins bedeutet hätte, stand das Team der Idee zunächst ablehnend gegenüber. Hinzu kamen befürchtete technische Probleme, die ein Prototyp jedoch aus dem Weg räumen konnte. Daher entschloss sich das Team schlussendlich für den Zweispielermodus. Dazu wurde Luigi als zweite Spielfigur in das Projekt eingebunden und die Leveldesigner gestalteten die Spielabschnitte derart um, dass sie sich auch für ein kooperatives Spiel zweier Spieler anbieten.

### Ton
Die Musik des Spiels, die die japanischen Videospielkomponisten Yuki Tsuji und Natsuko Yokoyama unter der Aufsicht des Mario-Kart-Komponisten Kenta Nagata via Klangsynthese erstellten, besteht zu einem Großteil aus Remixes von Stücken aus New Super Mario Bros. Wie bei den vorherigen Spielen tanzen Gegner und Items synchron zu bestimmten Musikelementen und wenn die zur Verfügung stehende Zeit zum Abschluss eines Levels abzulaufen droht, wird das Tempo der Musik erhöht.
Die Sprachausgabe von New Super Mario Bros. 2 beschränkt sich auf Ausrufe und Interjektionen, denn im Spiel gibt es keine Dialoge zwischen Charakteren. Charles Martinet lieh Mario und Luigi seine Stimme. Prinzessin Peach und Toad wurden von Samantha Kelly synchronisiert, während Kenny James Bowser seine Stimme lieh.

## Ankündigungen und Veröffentlichung

### Ankündigungen

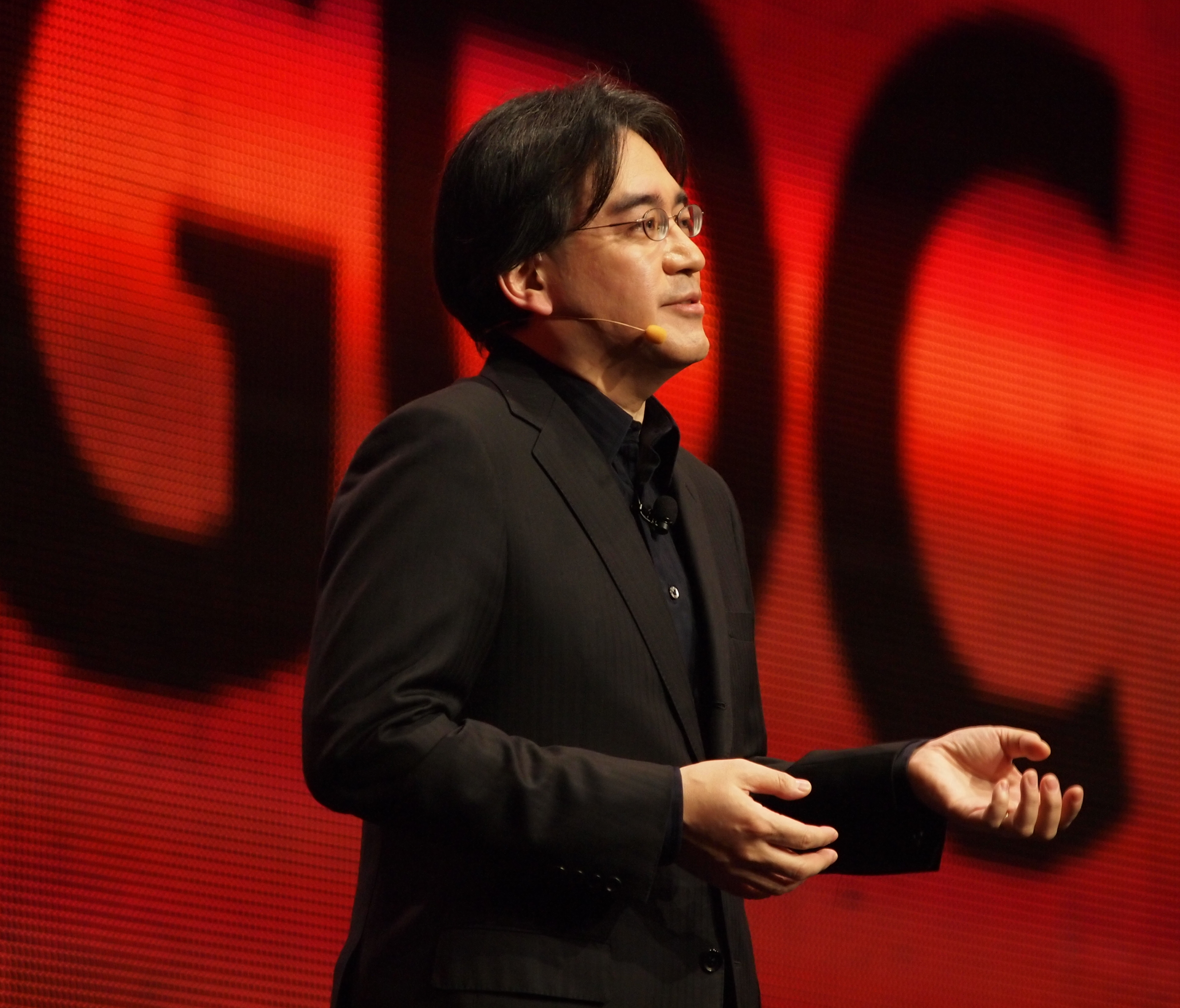
Der Nintendo-Präsident Satoru Iwata stellte New Super Mario Bros. 2 erstmals im April 2012 in einer Webshow vor.

Im November 2010 gab Shigeru Miyamoto in einem Interview bekannt, dass sich sowohl ein 3D- als auch ein 2D-Ableger der Super-Mario-Reihe für den 3DS in der Entwicklung befänden. Das 2D-Spiel erwähnte Miyamoto im Februar 2011 erneut: „[G]anz im Sinne der Tradition, neue Technologien für ‚Super Mario Bros.‘ zu nutzen, machen wir jetzt ein ‚Super Mario Bros.‘-Spiel für den Nintendo 3DS. […] Ich will der ganzen Welt so bald wie möglich zeigen, wie das neue ‚Super Mario Bros.‘ auf Nintendo DS [sic!] aussehen wird.“ Im Rahmen einer Investorenkonferenz am 26. Januar 2012 gab der Konzern-Präsident Satoru Iwata bekannt, dass Nintendo an einem neuen 2D-Mario-Ableger für den 3DS arbeite, der im Geschäftsjahr 2012 (März 2012 bis März 2013) erscheinen und eines der wichtigsten 3DS-Spiele für diesen Zeitraum darstellen solle.
Während einer Ausgabe der Webshow „Nintendo Direct“ enthüllte Iwata das Spiel am 20. April 2012 unter dem Titel New Super Mario Bros. 2 und stellte erste Screenshots vor. Als grober weltweiter Erscheinungszeitraum wurde August 2012 genannt. Eine Woche später bestätigte Iwata, dass das Spiel sowohl im Handel als auch als Download im Nintendo eShop erhältlich sein werde.
Auf der E3 am 5. Juni 2012 stellte Nintendo den ersten Trailer zu New Super Mario Bros. 2 vor und teilte den Veröffentlichungstermin für Amerika mit. Messebesucher hatten die Möglichkeit, eine Demo des Spiels zu testen.

### Veröffentlichung
Nintendo veröffentlichte New Super Mario Bros. 2 in Japan am 28. Juli 2012; am selben Tag kam der Nintendo 3DS XL auf den Markt, eine Hardwarerevision des 3DS. Am 17. August erschien das Spiel in Europa, herausgebracht durch die Filiale Nintendo of Europe, und am folgenden Tag in Australien. In Nordamerika brachte Nintendo of America das Spiel am 19. August auf den Markt. In all diesen Regionen war das Spiel vom ersten Verkaufstag an sowohl im Handel als auch im eShop erwerbbar. Es handelte sich um das erste Vollpreisspiel von Nintendo mit dieser Distributionsmethode. In Japan war der Ansturm auf die Download-Version des Spiels am ersten Verkaufstag so groß, dass die Server des eShops kurzzeitig zusammenbrachen. In Südkorea kam New Super Mario Bros. 2 am 6. Dezember 2012 und in Hongkong am 21. Juni 2013 heraus.
Nintendo vermarktete New Super Mario Bros. 2 unter anderem durch Werbespots mit den spanischen Schauspielerinnen Penélope und Mónica Cruz. Am 15. November 2012 erschien in Japan ein Bundle bestehend aus einem 3DS XL in speziellem Mario-Design und einer Downloadkopie von New Super Mario Bros. 2.

### Zusätzliche Inhalte
| Nr. | Titel             | Schwierigkeits- grad | Veröffentlichung |
| --- | ----------------- | -------------------- | ---------------- |
| 1   | Goldgier          | 1/5                  | Oktober 2012     |
| 2   | Münzparcours A    | 3/5                  | Oktober 2012     |
| 3   | Nervenkitzel      | 5/5                  | Oktober 2012     |
| 4   | Goldpilzsaison    | 2/5                  | Oktober 2012     |
| 5   | Münzparcours B    | 3/5                  | Oktober 2012     |
| 6   | Goldene Nostalgie | 1/5                  | November 2012    |
| 7   | Münzparcours C    | 3/5                  | Dezember 2012    |
| 8   | Plattformpanik    | 4/5                  | Dezember 2012    |
| 9   | Knifflige Krise   | 3/5                  | Dezember 2012    |
| 10  | Hals- & Beinbruch | 5/5                  | Dezember 2012    |

Da der Spieldirector Yusuke Amano bereits erwerbbare Zusatzlevel für die Neuauflage Super Mario Advance 4: Super Mario Bros. 3 (GBA, 2003) gestaltet hatte, entschloss sich das Team, kostenpflichtige Zusatzinhalte zum Download („Downloadable Content“, kurz DLC) in New Super Mario Bros. 2 aufzunehmen. Im Juni 2012 gab der Hersteller entsprechende Pläne offiziell bekannt. Es war eines der ersten Nintendo-Spiele mit DLC. Da manche Hersteller zur Gewinnmaximierung bereits im fertigen Spiel enthaltene Inhalte erst gegen zusätzliche Geldzahlungen freischalten, gilt DLC als umstritten. Die Produktionsleiter von New Super Mario Bros. 2 hingegen bekräftigten, mit der Entwicklung des DLC erst nach der Veröffentlichung des Spiels zu beginnen und dabei Rückmeldungen der Kunden zu berücksichtigen.
Von Oktober bis Dezember 2012 veröffentlichte Nintendo insgesamt zehn per DLC im spielinternen Laden erhältliche Level-Pakete, die je drei Level umfassen und im „Münzrausch“-Modus gespielt werden können.

### Special Edition
New Super Mario Bros. 2 Special Edition ist eine Version von New Super Mario Bros. 2, die man nur zusammen mit einem Nintendo 2DS erwerben kann. In dieser Version gibt es keinen Laden, da alle Pakete für den Münzrausch-Modus bereits enthalten sind.

### Verkaufszahlen
| Stand         | Global | Japan | Außerhalb Japans |
| ------------- | ------ | ----- | ---------------- |
| 25. Okt. 2012 | 3,25   | 1,31  | 1,95             |
| 31. Jan. 2013 | 5,96   | 2,05  | 3,91             |
| 31. März 2013 | 6,42   | 2,11  | 4,31             |
| 31. Dez. 2013 | 7,63   | 2,35  | 5,29             |
| 31. März 2014 | 7,82   | 2,38  | 5,44             |
| 31. Dez. 2014 | 9,01   | 2,47  | 6,54             |
| 31. März 2015 | 9,16   | 2,47  | 6,68             |

Nach Angaben des Marktforschungsunternehmens Enterbrain wurde New Super Mario Bros. 2 in seiner ersten Verkaufswoche in Japan 430.185 Mal verkauft. Hierbei sind die digitalen Verkäufe nicht einbezogen worden. Bereits nach vier Wochen im japanischen Handel konnte das Spiel die Millionengrenze knacken. Mit insgesamt 1,8 Millionen Einheiten war es in Japan das drittmeistverkaufte des Jahres 2012.
In Nordamerika wurde New Super Mario Bros. 2 innerhalb der ersten fünf Tagen auf dem Markt nach Angaben des Herstellers rund 240.000 Mal verkauft. Es avancierte zum zweitmeistverkauften Spiel in Nordamerika im August 2012. Bis September 2013 stiegen die Verkaufszahlen auf rund 1,85 Millionen Kopien.
In den von Media Control für Deutschland veröffentlichten Videospielcharts belegte New Super Mario Bros. 2 nach seiner Markteinführung fünf Wochen lang den ersten Platz. Das Spiel erwies sich als Evergreen-Titel: Noch Ende Februar 2013, also ein halbes Jahr nach der Veröffentlichung, befand es an der vierten Stelle der deutschen Landescharts. Im Vereinigten Königreich verkaufte sich das Spiel in der ersten Verkaufswoche im Vergleich zur Markteinführung des Vorgängers New Super Mario Bros. gut 30 % häufiger. In Irland debütierte das Spiel auf Platz 1 der Spielecharts, ebenso wie in den Niederlanden, Schweden, Norwegen und Finnland. In Dänemark hingegen belegte das Spiel in der ersten Woche den zweiten Chartplatz. Im ersten Halbjahr 2013 verkaufte sich New Super Mario Bros. 2 in ganz Europa etwa 434.000 Mal. Auf einer von GamesMarkt herausgegebenen Liste der meistverkauften Spiele in diesem Zeitraum befand es sich auf Platz 18 und generierte einen geschätzten Umsatz von 18 Millionen €.
In Nordamerika wurde New Super Mario Bros. 2 häufiger als Download erworben als in Japan, wo nur fünf Prozent aller Kunden das Spiel im eShop kauften. Noch niedriger war die digitale Verkaufsquote in Europa und Australien.
Bis zum 30. September 2024 wurden weltweit 13,42 Millionen Exemplare des Spiels verkauft.
Die nebenstehende Tabelle gibt eine Übersicht über globale Auslieferungszahlen, aufgeteilt in Japan und Übersee (Nordamerika, Europa und übrige Märkte). Die Daten entstammen offiziellen Nintendo-Finanzberichten. Digitale Verkäufe sind mit einbezogen.

## Rezeption

### Rezensionen
Die Redakteurin Keza MacDonald bezeichnete in ihrer Rezension für die Videospielwebsite IGN das Spielprinzip und das Leveldesign von New Super Mario Bros. 2 als perfekt. „Angenehmer und müheloser“ (‘pleasurable and effortless’) könne sich ein 2D-Jump-’n’-Run nicht spielen. Daher handele es sich um das beste 3DS-Spiel dieses Genres. Als enttäuschend erachtet MacDonald die kurze Spieldauer sowie die Tatsache, dass das Spiel kaum Neuerungen biete. Außerdem kritisierte sie den 3D-Effekt, da sich dieser nicht wie etwa in Super Mario 3D Land produktiv auf das Spielprinzip auswirke, sondern stattdessen die Hintergrund-Artworks verundeutliche. Dieser Umstand erzeuge den Eindruck, dass das Spiel nicht gut auf das 3DS-Handheld abgestimmt sei. Die Steuerung des Spiels hob MacDonald hingegen positiv hervor: „Es ist solch ein Vergnügen, Mario zu steuern, dass er sich manchmal wie die Erweiterung der Gedanken [des Spielers] anfühlt“ (‘Mario is such a joy to control that he sometimes feels like an extension of your thoughts.’). Den Schwierigkeitsgrad stufte die Journalistin als etwas zu niedrig ein und beurteilte den Zweispielermodus als nicht optimal. Der „Münzrausch“-Modus erhöhe den Wiederspielwert des Spiels.
Oli Welsh von Eurogamer titulierte New Super Mario Bros. 2 in seiner Rezension als „alter Hund, der alte Tricks vorführt“ (‘an old dog doing old tricks’). Dennoch sei das Spiel von hoher Qualität; besonders das Leveldesign hob Welsh als herausfordernd und wenig repetitiv hervor. Der Schwierigkeitsgrad sei zwar niedriger als in vorherigen Serienablegern, dafür gebe es aber mehr und besser versteckte Geheimnisse, die stark zur Motivation beitrügen. Er bemängelt, dass Highscores nicht online verglichen werden können.
Auch Rezensenten von Publikationen wie The Guardian, The Daily Telegraph, Forbes oder Der Spiegel nannten das Spiel sehr spaßig und lobten die präzise technische Umsetzung. Dennoch beanstandeten die Publikationen, dass das Spiel kaum Neuerungen enthalte. Carsten Görig vom Spiegel erkannte außerdem einen Widerspruch im Titel des Spiels: Obwohl das „New“ (dt.: „Neu“) ein neues Spiel andeutet, weist die „2“ darauf hin, dass es sich tatsächlich um einen Nachfolger handelt. David M. Ewalt von Forbes akzeptierte, dass das Spiel über wenige Innovation verfüge – ausschlaggebender sei für ihn der Spielspaß, welchen das Spiel biete. Steve Boxer vom Guardian lobte die Liebe zum Detail, die Grafik und das Leveldesign.

### Münzthematik
Jeremy Parish vom Onlineportal 1Up.com schrieb, dass sich New Super Mario Bros. 2 in einem Zustand zwischen „dem geistlosen Nintendo, das viele Leute wahrnehmen“ (‘the insipid Nintendo many people perceive’) und „dem selbstbewussten Nintendo“ (‘the self-aware Nintendo’) befinde. So charakterisiert Parish die Gestaltung des Spiels einerseits als vorhersehbar und wenig experimentierfreudig, andererseits „als Akt der Selbstironie“. Letzteres zeige sich in der Münzthematik: Waren in den frühen Super-Mario-Spielen Münzen noch rar gesät, tauchen diese in neueren Ablegern so häufig auf, dass sie für den erfahreneren Spieler kaum noch von Wert seien. New Super Mario Bros. 2 nehme dies wahr, versuche aber nicht, das Problem zu beheben. Stattdessen erhebe es das Münzsammeln zum eigentlichen Ziel und beinhalte infolgedessen eine noch größere Anzahl Münzen. Dennoch unterstellt Parish, dass der Spieler die Münzen in diesem Spiel nicht als sinnlos erachten wird – obwohl diese für ihn nicht von direkter Bedeutung seien, sei der Spieler bestrebt, so viele Münzen wie möglich zu sammeln. Dies spiegele sich im Leveldesign wider: Münzen seien im Spiel häufig an schwierig erreichbaren Stellen versteckt und verleiteten den Spieler dazu, zusätzliche Gefahren auf sich zu nehmen, um sie einzusammeln.
Eurogamer monierte, das Münzkonzept sei nur ein teilweise gelungener Versuch, Super Mario als ein von Punkteständen angetriebenes Spiel zu reetablieren. Das Konzept sei zwar spaßig, biete aber nur undeutliche Belohnungen.

### Wertungsspiegel
| Publikation | Wertung |
| --- | ------- |
| 1Up.com | B 1     |
| Computer Bild Spiele | 1,45 4  |
| Cubed3 | 8/10    |
| Destructoid | 7/10    |
| Edge | 7/10    |
| Eurogamer | 8/10    |
| Famitsu | 36/40 2 |
| Game Informer | 8,25/10 |
| GameSpot | 7/10    |
| GamesTM | 7/10    |
| IGN | 8,5/10  |
| Joystiq | 3,5/5   |
| N-Zone | 91 % 3  |
| Nintendo Life | 9/10    |
| Nintendo-Online | 8/10    |
| Nintendo Power | 85 %    |
| Nintendojo | B+ 1    |
| Official Nintendo Magazine | 90 %    |
| Polygon | 7/10    |
| The Guardian | 4/5     |
| The Daily Telegraph | 4/5     |
| Wired | 8/10    |
| 1 Bewertet mit amerikanischen Schulnoten 2 Weltweit erste Kritik 3 Positivste von Metacritic erfasste Kritik 4 Bewertet mit Schulnoten |         |

Die Website Metacritic berechnet eine aggregierte Wertung von Filmen und Videospielen. Für New Super Mario Bros. 2 beträgt dieser sogenannte Metascore 78 von 100 Punkten, basierend auf 70 registrierten Kritiken. Auf der inzwischen eingestellten Website GameRankings betrug der auf 46 Wertungen basierende Wertungsdurchschnitt im Januar 2014 78,4 %. Die nebenstehende Tabelle dient als Übersicht von Wertungen, die dem Spiel von verschiedenen Publikationen verliehen worden sind.

### Auszeichnungen
Eine Auswahl an Nominierungen und Platzierungen in Bestenlisten von New Super Mario Bros. 2:
- Spike Video Game Awards 2012: Bestes Handheld/Mobile-Spiel (nominiert)[75]
- IGN Best of 2012: Bestes 3DS/DS-Mehrspieler-Spiel (nominiert)[76]
- Kindersoftwarepreis TOMMI 2012: Platz 2[77]
- Platz 10 der besten Nintendo-3DS-Spiele von IGN (2012)[78]
- Platz 7 der 25 besten 3DS-Spiele von IGN (2013)[79]

### Vergleich mit den Vorgängern
In der Rezeption zu New Super Mario Bros. 2 war die Ähnlichkeit des Spiels zu seinen Vorgängern in Hinblick auf Spielprinzip, Grafikstil und Musik ein zentrales Thema.
Kurz nach der Enthüllung erster Screenshots zum Spiel verfasste Tony Ponce von der Website Destructoid einen Artikel mit dem Titel ‘Why does New Super Mario Bros. 2 look so bland?’ („Warum sieht New Super Mario Bros. 2 so fade aus?“), in dem er die Ästhetik der 2D-Super-Mario-Spiele zusammenfasste. Ihm zufolge grenzte sich ursprünglich fast jedes neue 2D-Super-Mario optisch stark von seinem Vorgänger ab. Der Grafikstil von New Super Mario Bros., das sich an den alten 2D-Ablegern orientierte, sei zur Zeit seiner Veröffentlichung als nostalgische Hommage an die alten Spiele vertretbar gewesen. Die identische Ästhetik weisen jedoch auch New Super Mario Bros. Wii und schließlich New Super Mario Bros. 2 auf. Dies deutete Ponce als Zeichen dafür, dass Nintendo den Ehrgeiz bei der Entwicklung der 2D-Super-Mario-Spiele verloren habe.
Die Zeitschrift Edge kritisierte nach der Veröffentlichung von NSMB2, dass sich das Hauptspiel, abgesehen von der Münzthematik und dem 3D-Effekt, aus altbewährten Spielelementen zusammensetze. Das Spiel übernehme die Elemente seiner Vorgänger, die maßgeblich zu deren Erfolg beitrugen – Leveldesign, der 2½D-Grafikstil und das Spielkonzept. Außerdem sei die Weltenabfolge in allen New-Super-Mario-Bros.-Titeln identisch. Das Problem werde durch das Spielkonzept, das anders als die 3D-Super-Mario-Spiele weniger auf Erkundung setze, noch verstärkt, während die abwechslungsreiche und bei jedem Spiel individuelle Gestaltung der Spielabschnitte positiv zu beurteilen sei. New Super Mario Bros. habe seinen großen Erfolg hauptsächlich der Nostalgie zu verdanken gehabt und der Nachfolger begehe nun den Fehler, dies wiederholen zu wollen. Die Super-Mario-Reihe an sich sei durch stetigen Fortschritt gezeichnet; die Unterserie New Super Mario Bros. hingegen schreite auf der Stelle.
Chris Kohler, Videospieljournalist und Gründer des Portals Wired GameLife, schrieb, Nintendo habe den „Münzrausch“-Modus eingeführt, um Serienfans etwas Neues zu bieten. Die große Ähnlichkeit zu den Spielvorgängern hält Kohler für eine bewusste Strategie seitens Nintendo, die sich im großen kommerziellen Erfolg begründe – die ersten beiden Teile von New Super Mario Bros. erzielten jeweils mehr als doppelt so viele verkaufte Einheiten wie Super Mario Galaxy (Wii, 2007). Daher sieht Kohler den Grund für die Entwicklung und Veröffentlichung von New Super Mario Bros. 2 nicht etwa im Willen der Entwickler, sondern in Nintendos Drang, einen weiteren sogenannten System-Seller für den 3DS herauszubringen.
Phil Kollar von Polygon vertrat eine gemäßigtere Position:

“Ultimately that failure to feel as fresh as Super Mario 3D Land is going to define New Super Mario Bros. 2 for many people, but it hides deeper treasures for those willing to look past the familiarity. Even if it doesn’t pay off in the end, Mario’s gold rush lends the level design a unified focus. It allows Nintendo to experiment and develop tricks we haven’t seen before, tweaks that expand on the language of a 2D Mario game in worthwhile ways.”

„New Super Mario Bros. 2 wird sich für viele Leute dadurch abgrenzen, dass es sich nicht so frisch wie Super Mario 3D Land anfühlt. Es beinhaltet jedoch versteckt Schätze für jene, die willens sind, über diese Ähnlichkeiten [zu den Vorgängern] hinwegzusehen. Selbst wenn es sich schlussendlich nicht auszahlt, verleiht Marios Goldrausch dem Leveldesign einen einheitlichen Schwerpunkt. Es ermöglicht Nintendo, zu experimentieren und Tricks zu entwickeln, die es zuvor nicht gab; Anpassungen, die die Art und Weise eines 2D-Marios in lohnenswerter Weise erweitern.“

In einem Interview mit GameSpot antwortete der Produzent Takashi Tezuka auf die Frage, ob die Ähnlichkeit zu den Vorgängern eine Designentscheidung war:

“It’s intentional. That similarity in the visual style and the control style is all intentional. The things we feel like we’ve already promised the gamer is that Peach will be kidnapped by Bowser, and Mario will move from left to right. We know that’s what people are expecting! […] We know that there are all types of Mario games […]. So for us, with the New Super Mario Bros. series, we don’t really need to mess with it. This is what people want.”

„Das ist Absicht. Diese Ähnlichkeit im visuellen und im Steuerungsstil ist absichtlich. Wir meinen, dass wir den Spielern bereits Dinge versprochen haben, zum Beispiel, dass Peach immer von Bowser entführt wird und dass sich Mario immer von links nach rechts bewegt. Wir wissen, dass die Leute das erwarten! […] Wir wissen, dass es alle Arten von Mario-Spielen gibt […]. Für uns heißt das also, dass wir die New-Super-Mario-Bros.-Reihe nicht wirklich durcheinander zu bringen brauchen. Das ist es, was die Leute wollen.“

### Äußerungen zur Veröffentlichungspolitik
Audrey Drake von IGN stellte fest, dass zwischen Ende 2011 und Ende 2012 sechs verschiedene Mario-Spiele erschienen sind. Weil darin einbezogene Titel wie Mario Tennis Open (3DS, 2012) und Paper Mario: Sticker Star (3DS, 2012) zu anderen Spielereihen gehören und daher unterschiedliche Spielerfahrungen bieten, sei dies jedoch kein großes Problem, schrieb Drake. Auf New Super Mario Bros. 2 hingegen treffe dies nicht zu, da es sich genauso wie sein Vorgänger spiele. Verstärkt werde die Problematik an Nintendos Veröffentlichungsstrategie dadurch, dass bereits drei Monate nach der Veröffentlichung der Nachfolger New Super Mario Bros. U herauskam, der ebenfalls auf der gleichen Formel basiert.
Nintendo-Präsident Satoru Iwata rechtfertigte die Veröffentlichungsstrategie der New-Super-Mario-Bros.-Spiele damit, dass man für jede Konsole nur einen Teil entwickelt habe und so auch fortfahren wolle:

“We only create a New Super Mario Bros. title one [sic!] per platform. I think we’ll probably go ahead and continue at that pace. That being said, that’s probably Miyamoto’s choice, so I can’t give you a 100 per cent guarantee that that’s the pace we’ll continue at.”

„Wir bringen nur einen New-Super-Mario-Bros.-Ableger pro Plattform heraus. Ich denke, dass wir mit diesem Tempo wahrscheinlich weitermachen werden. Allerdings ist das wohl [Shigeru] Miyamotos Entscheidung, daher kann ich keine hundertprozentige Garantie dafür geben, dass wir mit diesem Tempo fortfahren werden.“

Bei Spielereihen, die sich als besonders erfolgreich behaupten, entscheide sich der Hersteller häufig zu einer Veröffentlichung neuer Titel im jährlichen Rhythmus, schrieb der Eurogamer-Redakteur Oli Welsh. Dabei entwickle eines „seiner begabtesten Studios“ ('one of their most talented studios') beispielsweise alle zwei Jahre einen „großen“ Serienableger. Die Lücken zwischen diesen Veröffentlichungen fülle ein B-Studio, dessen Spiele sich eher ähneln und somit geringere Produktionskosten beanspruchen. Dies sieht Welsh bei der Super-Mario-Reihe gegeben. Die erstgenannte Art Studio sei in diesem Falle Nintendo EAD Tokyo mit seinen 3D-Super-Mario-Spielen (Super Mario Galaxy, Super Mario 3D Land), das B-Team EAD Kyoto mit New Super Mario Bros.